# Frances Bean Cobain
Frances Bean Cobain (18 augustus 1992) is een Amerikaans fotomodel en beeldend kunstenares. Ze is de enige dochter van de zanger en gitarist van Nirvana, Kurt Cobain, en zangeres Courtney Love.

## Jeugd
Cobain is geboren in Los Angeles, Californië. Ze is vernoemd naar Frances McKee, de zangeres van The Vaselines. Haar tweede naam, Bean, is gekozen omdat Kurt Cobain vond dat ze op een boon leek op de echo. Haar peetouders zijn Michael Stipe, de zanger van R.E.M., en actrice Drew Barrymore.

## Carrière

### Modellenwerk
In augustus 2006 werd ze gefotografeerd voor ELLE Magazine in haar vaders beroemde bruine vest en pyjamabroek. Dit was voor een artikel over kinderen van rocksterren in kleding van hun ouders. Ze vertelde: 'Ik droeg zijn pyjama omdat hij deze droeg toen hij in 1992 in Hawaï met mijn moeder trouwde. Dus ik dacht dat het leuk zou zijn als ik hem vandaag droeg. Hij was te lui om een smoking aan te doen, dus trouwde hij in zijn pyjama.' In februari 2008 verscheen ze in een foto verspreid door Harper's Bazaar verkleed als Evita. Ook heeft Cobain Hedi Slimane verzocht foto’s van haar te laten maken in 2011.

### Beeldend kunstenaar
Cobain debuteerde in juli 2010 onder het pseudoniem "Fiddle Tim" als beeldend kunstenares met een kunstwerkcollectie getiteld Scumfuck bij galerie La Luz de Jesus  in Los Angeles. Onder haar voornaam nam Cobain op 4 augustus 2012 deel aan de groepstentoonstelling 'Mixtape'.

## Privé
Cobain is getrouwd met skateboarder Riley Hawk, een zoon van Tony Hawk, en heeft een zoon. Ze was van 2014 tot 2017 eerder getrouwd.